# Franz Tidemann
Franz Tidemann (* 23. Dezember 1752 in Bremen; † 9. April 1836 in Bremen) war ein Jurist sowie Senator und Bürgermeister der Stadt Bremen.

## Biografie
Tidemann war der Sohn des Ältermann Johann Tidemann. Er war verheiratet mit der Bürgermeistertochter Ilsabetha Klugkist; beide hatten fünf Kinder.
Er absolvierte ab 1769 das Gymnasium Illustre in Bremen. Nach dem Abitur studierte er ab 1773 Rechtswissenschaften an der Universität Göttingen. Er promovierte 1776 zum Dr. jur. In Wetzlar wurde er 1778 in die dortige Freimaurerloge Joseph zu den drey Helmen aufgenommen. 1779 wirkte er als Sekretär an einem Obergericht. 
1794 wurde er Ratsherr in Bremen (ab 1813 Senator genannt). Vom 17. September 1808 bis zum 23. Dezember 1824 war er als Nachfolger von Liborius Diederich Post Bremer Bürgermeister.